# 아름다운 마투가 스즈키
아름다운 마투가 스즈키(일본어: 美しい魔闘家鈴木)는 《유유백서》에 등장하는 등장인물으로, 국내명은 아름다운 마투가 천이.

## 소개
우라오토기팀의 주장으로 자신이 제일 싫어하는 늙은이 변장을 하고 있으며, 본모습은 피에로 같은 모습으로 자신이 제일 강하고 아름답다고 주장하는 개그 캐릭터. 준결승에서 역시 쿠와바라를 다른 공간으로 보내버린 후 겐카이와의 싸움에서 본모습을 드러내 붙으나 겐카이의 주먹에 얼굴을 못 알아볼 정도로 얻어맞고 패배. 결승전에는 쿠와바라, 쿠라마 앞에 나타나 전세의 열매와 시험의 검을 건네준다. 후에 겐카이의 제자로 들어간 뒤 수행을 한다.